# Krusdorf
Krusdorf est une ancienne commune autrichienne du district de Südoststeiermark en Styrie.